# Базар
Базар (перс. بازار) или сук (арап. سوق) је пијаца која се састоји од више малих тезги или радњи, познат на Блиском истоку, Балканском полуострву, северној Африци и Индији. Међутим, привремено отворене пијаце на другим местима, као на пример на Западу, могу се такође назвати базарима. На Блиском истоку, базари су се традиционално налазили у засвођеним или наткривеним улицама које су имале врата на сваком крају и служиле су као централно градско тржиште. Уличне пијаце су европски и северноамерички пандан.